# Campionat de Lituània de ciclisme en ruta

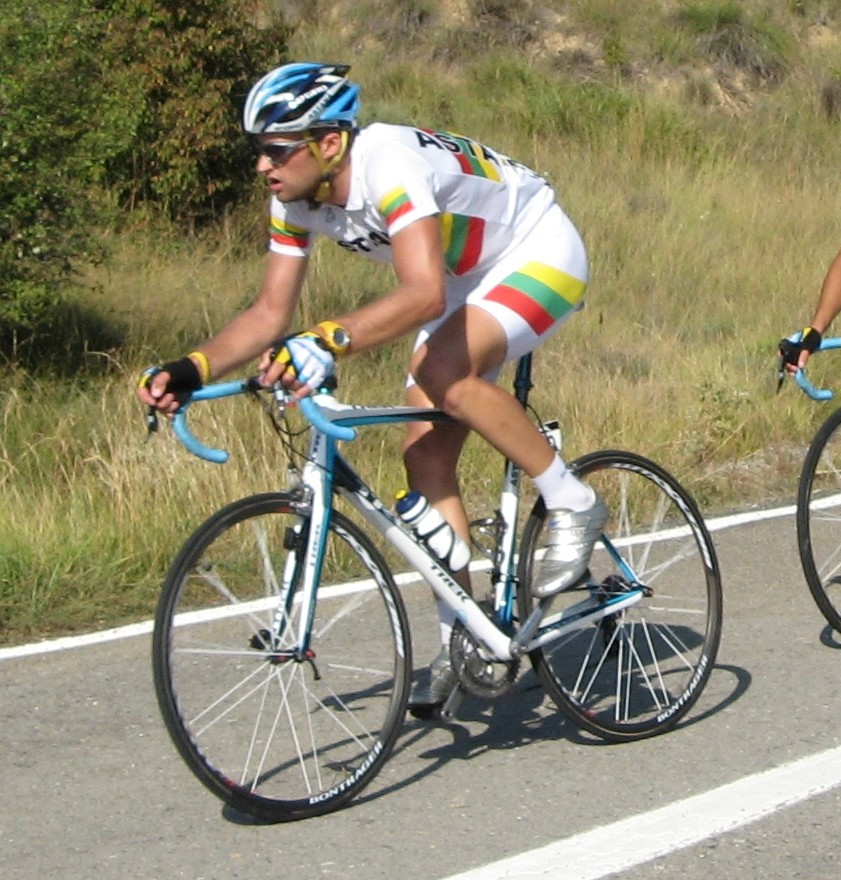
Tomas Vaitkus amb el mallot de Campió de Lituània, el 2008

El Campionat de Lituània de ciclisme en ruta és una competició ciclista que serveix per a determinar el Campió de Lituània de ciclisme. La primera edició es disputà el 1997. El títol s'atorga al vencedor d'una única carrera. El vencedor obté el dret a portar un mallot amb els colors de la bandera lituana fins al Campionat de l'any següent.

## Palmarès masculí
| Any  | Primer               | Segon                | Tercer                |
| 1997 | Darius Strole        | Raimundas Vilcinskas | Linas Balciunas       |
| 1998 | Arnoldas Saprykinas  | Raimondas Rumšas     | Darius Strole         |
| 1999 | Saulius Ruskys       | Arnoldas Saprykinas  | Saulius Sarkauskas    |
| 2000 | Vladimir Smirnov     | Remigius Lupeikis    | Saulius Ruškis        |
| 2001 | Raimondas Rumšas     | Saulius Ruškis       | Vladimir Smirnov      |
| 2002 | Remigius Lupeikis    | Mindaugas Goncaras   | Saulius Ruškis        |
| 2003 | Vytautas Kaupas      | Tomas Vaitkus        | Aivaras Baranauskas   |
| 2004 | Tomas Vaitkus        | Raimonds Vilcinskas  | Aivaras Baranauskas   |
| 2005 | Aivaras Baranauskas  | Raimondas Rumšas     | Vytautas Kaupas       |
| 2006 | Dainius Kairelis     | Ignatas Konovalovas  | Mindaugas Goncaras    |
| 2007 | Ramunas Navardauskas | Ignatas Konovalovas  | Dainius Kairelis      |
| 2008 | Tomas Vaitkus        | Andris Buividas      | Marius Kukta          |
| 2009 | Egidijus Juodvalkis  | Gediminas Bagdonas   | Vismantas Mockevičius |
| 2010 | Vytautas Kaupas      | Ramunas Navardauskas | Aidis Kruopis         |
| 2011 | Ramunas Navardauskas | Gediminas Bagdonas   | Vismantas Mockevičius |
| 2012 | Gediminas Bagdonas   | Ramunas Navardauskas | Aidis Kruopis         |
| 2013 | Tomas Vaitkus        | Ignatas Konovalovas  | Evaldas Šiškevicius   |
| 2014 | Paulius Šiškevičius  | Darijus Džervus      | Ignatas Konovalovas   |
| 2015 | Aidis Kruopis        | Ramunas Navardauskas | Egidijus Juodvalkis   |
| 2016 | Ramūnas Navardauskas | Tomas Vaitkus        | Paulius Šiškevičius   |
| 2017 | Ignatas Konovalovas  | Gediminas Bagdonas   | Darijus Džervus       |
| 2018 | Gediminas Bagdonas   | Ramūnas Navardauskas | Evaldas Šiškevicius   |
| 2019 | Ramunas Navardauskas | Adomaitis Rojus      | Venantas Lašinis      |
| 2020 | Gediminas Bagdonas   | Venantas Lašinis     | Justas Beniusis       |
| 2021 | Ignatas Konovalovas  | Aivaras Mikutis      | Evaldas Šiškevičius   |
| 2022 | Venantas Lašinis     | Aivaras Mikutis      | Ignatas Konovalovas   |
| 2023 | Rokas Adomaitis      | Venantas Lašinis     | Ignatas Konovalovas   |
| 2024 | Venantas Lašinis     | Aivaras Mikutis      | Rokas Kmieliauskas    |
| 2025 | Aivaras Mikutis      | Eimantas Gudiškis    | Nikolas Klimavičius   |

### Palmarès sub-23
| Any  | Primer              | Segon            | Tercer           |
| 2015 | Paulius Šiškevičius | Airidas Videika  | Arunas Lendel    |
| 2016 | Linas Rumšas        | Raimondas Rumšas | Justas Beniušis  |
| 2017 | Venantas Lašinis    | Raimondas Rumšas |                  |
| 2018 | Rojus Adomaitis     | Justas Beniušis  | Venantas Lašinis |
| 2019 | Rojus Adomaitis     | Venantas Lašinis | Justas Beniušis  |

## Palmarès femení
| Any  | Primera                | Segona                | Tercera                |
| 1995 | Rasa Polikevičiūtė     | Jolanta Polikevičiūtė | Edita Pučinskaitė      |
| 1996 | Diana Žiliūtė          | Rasa Mažeikytė        | Jolanta Polikevičiūtė  |
| 1997 |                        |                       |                        |
| 1998 | Diana Žiliūtė          | Edita Pučinskaitė     | Jolanta Polikevičiūtė  |
| 1999 | Diana Žiliūtė          | Edita Kubelskienė     | Liuda Triabaitė        |
| 2000 |                        |                       |                        |
| 2001 |                        |                       |                        |
| 2002 | Zita Urbonaitė         | Edita Kubelskienė     | Erika Vilunaitė        |
| 2003 | Edita Pučinskaitė      | Diana Žiliūtė         | Diana Elmentaitė       |
| 2004 | Diana Žiliūtė          | Daiva Tuslaitė        | Edita Pučinskaitė      |
| 2005 | Inga Čilvinaitė        | Indrė Janulevičiūtė   | Agnė Bagdonavičiūtė    |
| 2006 | Diana Žiliūtė          | Edita Pučinskaitė     | Modesta Vžesniauskaitė |
| 2007 | Rasa Leleivytė         | Diana Žiliūtė         | Edita Pučinskaitė      |
| 2008 | Modesta Vžesniauskaitė | Inga Čilvinaitė       | Gintarė Gaivenytė      |
| 2009 | Rasa Leleivytė         | Diana Žiliūtė         | Edita Janeliūnaitė     |
| 2010 | Aušrinė Trebaitė       | Urtė Juodvalkytė      | Rasa Leleivytė         |
| 2011 | Rasa Leleivytė         | Inga Čilvinaitė       | Aušrinė Trebaitė       |
| 2012 | Inga Čilvinaitė        | Svetlana Pauliukaitė  | Katažyna Sosna         |
| 2013 | Agne Šilinytė          | Karolina Pernavienė   | Edita Janeliūnaitė     |
| 2014 | Aušrinė Trebaitė       | Edita Janeliūnaitė    | Katažina Sosna         |
| 2015 | Daiva Tuslaitė         | Gabriele Jankute      | Vilija Sereikaite      |
| 2016 | Daiva Tuslaitė         | Silvija Latozaite     | Edita Janeliūnaitė     |
| 2017 | Daiva Tuslaitė         | Rasa Leleivyte        | Monika Rastauskaitė    |
| 2018 | Rasa Leleivyte         | Olivia Baleysite      | Daiva Tuslaitė         |
| 2019 | Silvija Paceviciene    | Kataržina Sosna       | Inga Čilvinaitė        |
| 2020 | Inga Češulienė         | Kataržina Sosna       | Olivija Baleišytė      |
| 2021 | Inga Češulienė         | Akvilė Gedraitytė     | Olivija Baleišytė      |
| 2022 | Rasa Leleivytė         | Olivija Baleišytė     | Inga Čilvinaitė        |
| 2023 | Olivija Baleišytė      | Akvilė Gedraitytė     | Rasa Leleivytė         |
| 2024 | Olivija Baleišytė      | Akvilė Gedraitytė     | Daiva Ragazinskiene    |
| 2025 | Daiva Ragazinskiene    | Skaisté Mikasauskaite | Akvilė Gedraitytė      |